# Ерофеев, Александр Константинович
Александр Константинович Ерофеев (10 января 1950, Керчь, Украинская ССР — 14 ноября 2014, Москва, Россия) — специалист по оценке персонала и организационной психологии. Кандидат психологических наук, доцент кафедры психологии образования и педагогики факультета психологии МГУ, а также кафедры организационной психологии МЭСИ. Член редакционной коллегии электронного журнала «Организационная психология».
Ерофеев наиболее известен своими работами, связанными с ассессмент центром, является разработчиком авторской технологии Ассессмент-центр LASPI.

## Биография
Родился в семье врачей. Отец был военным хирургом, мать — педиатром и заведующей медицинским санаторием.
Окончил Киевскую физико-математическую школу-интернат. Поступил на физический факультет МГУ. Во время обучения увлекся психологией и перевелся на университетский факультет психологии. Все последующие годы занимался научной и практической деятельностью именно в этой области.
Получив диплом психолога в 1979 году, обучался затем в аспирантуре Института общей и педагогической психологии АПН СССР. После защиты кандидатской диссертации в 1983 г. был приглашен работать в МГУ. Здесь прошел путь от младшего научного сотрудника до доцента. Некоторое время был заместителем заведующего кафедрой психологии ФПК МГУ. Участвовал в организации факультета психологии Черноморского филиала МГУ, в течение 6,5 лет исполнял обязанности заведующего кафедрой психологии Черноморского филиала МГУ, руководил Лабораторией социально-психологических исследований ЧФ МГУ.
Скончался от рака 14 ноября 2014 года в Москве, похоронен на кладбище «Ракитки» (Московская область).

## Научная и практическая деятельность
Научные исследования и разработки Ерофеева посвящены развитию методов психологической диагностики, оценке уровня притязаний и мотивации достижений. Наиболее известны его работы в области ассессмент центров. Им разработаны стандартизованные методы (тесты) для диагностики уровня притязаний и самооценки; стандартизованные батареи поведенческих тестов, позволяющие комплексно оценивать профессионально-важные характеристики руководителей различных организаций — ассессмент-центр LASPI (ACL). Данная технология была внедрена в практику в консультационных проектах Ерофеева для компаний Сибнефть, Ингосстрах, Объединённые машиностроительные заводы (Уралмаш, Ижорские заводы, Красное Сормово).
Определенную известность в 90-е — 2000-е годы имела также разработанная им компьютерная психодиагностическая система «НОРТ» (нормативно-ориентированное тестирование). На базе этой системы создана батарея интеллектуальных тестов и тестов-опросников, позволяющих оценить интеллектуальные и личностные характеристики, способствующие, либо препятствующие актуализации мотивации достижений и коррелирующие с различными характеристиками уровня притязаний. Наиболее значимое внедрение было проведено в Сбербанке (НОРТ был установлен в 33 отделениях банка).
Ерофеев был одним из участников международного проекта ТЕРФ II в части формирования кадрового резерва для корпорации ОМЗ (в сотрудничестве с Ward Howell). Проект был разработан в начале 2001 года, в его рамках проводилась оценка персонала Ижорских заводов и Уралмаша.
Создал и в течение 5-ти лет руководил центром оценки LASPI (ЛАСПИ), на базе которого обучались и проходили практику студенты факультета психологии МГУ. Помимо самих оценочных технологий центр оценки LASPI был уникален тем, что был полностью оборудован под задачу проведения ассессмент центров: специальные переговорные комнаты, Зеркало Гезелла, видео-оборудование для протоколирования всего хода оценки. Ерофеев использовал материалы консультационных проектов для разработки и ведения спецкурсов и практикумов для психологов, что делало его занятия исключительно полезными и практико-ориентированными.

Ерофеев на первой встрече по разработке Российского стандарта центра оценки (2012)

Ерофеев был одним из активных протагонистов идеи стандартизации в области оценки и в своей работе всегда ссылался на международный опыт в этой области (в первую очередь, на «Нормативы и этические принципы создания и проведения центра оценки», в 2011 году он выступил редактором перевода 5-й версии этого документа на русский язык). В 2012—2013 гг. он принял активное участие в разработке первого Российского стандарта центра оценки, созданного рабочей группой Федерации оценки персонала (НК РЧК). Наибольший вклад он внес в раздел, касающийся валидности ассессмент центра. В 2013-14 гг. выступил в качестве одного из инициаторов проекта по созданию Стандарта тестирования персонала, который возглавил проф. А. Г. Шмелёв. В рамках проекта успел принять участие во встречах и работе над текстом.

## Педагогическая деятельность
В МГУ, его Черноморском филиале, ПИ РАО и МЭСИ Александр Константинович читал серию учебных курсов:
- Центры оценки и развития. МГУ им. М. В. Ломоносова, Ф-т психологии. С 2003 г.
- Диагностика и развитие организационной культуры. МЭСИ Институт Права, кафедра организационной психологии, С 2013 г.
- Диагностика организационного поведения. Образовательный центр ФГНУ ПИРАО, С 2011 г.
- Оценка и развитие человеческих ресурсов. МГУ им. М. В. Ломоносова. Ф-т психологии. С 1996 г.
- Оценка персонала в организации. МЭСИ Институт Права, кафедра организационной психологии, С 2010 г.
- Психодиагностика в высшей школе. МГУ им. М. В. Ломоносова, ЦПНКП. С 1983 г
- Психологическая служба организации. МЭСИ Институт Права, кафедра организационной психологии, С 2010 г
- Центры обучения. МГУ им. М. В. Ломоносова, Ф-т психологии. С 2008 г

Gреподавал различные курсы по психологической диагностике для аспирантов ПИ РАО, аспирантов экономического факультета МГУ, факультета ВМиК, читал авторский курс «Интеллектуальная компетентность руководителя» для слушателей Академии Народного Хозяйства при Правительстве РФ, преподавал в других вузах.
Под руководством А. К. Ерофеева защищено свыше 20 дипломных работ и 1 кандидатская диссертация. Под его патронажем училась или работала целая плеяда известных специалистов в области оценки персонала, среди которых Анна Браун (University of Kent), Юлия Синицына (Talent Q), Алексей Потапкин, Павел Ивахненко (SI&P), Василий Фивейский (МГУУ), Анна Скатова (University of Nottingham), Елена Ликурцева (SHL), Раиса Нечаева (Axes Management) и др.

## Публикации

### Книги
- Абдуллаева М.М., Барабанщикова В.В., Величковский Б.Б., Девишвили В.М., Дёмин А.Н., Ерофеев А.К., Заварцева М.М., Кабаченко Т.С., Климов Е.А., Кононова В.Н., Кузнецова А.С., Леонова А.Б., Леонов С.В., Носкова О.Г., Обознов А.А., Самоненко Ю.А., Солнцева Г.Н., Стрелков Ю.К., Чернышева О.Н., Шмелев А.Г. Психология труда, инженерная психология и эргономика: учебник для академического бакалавриата (под ред. Е.А. Климова, О.Г. Носковой, Г.Н. Солнцевой). — М.: Юрайт, 2015. — 618 с. Архивировано 29 ноября 2014 года.
- Манухина С. Ю., Ерофеев А. К., Глушач Н. Н., Дедов Н. П., Корецкая И. А., Куприна О. А., Луковников Н. Н., Манухина Н. М., Одинцова В. В., Палт Е. А. Психология труда. Учебник и практикум для академического бакалавриата (под ред. С. Ю. Манухиной).- М.: Юрайт, 2015. — 485 с.
- Ерофеев, А. К. ЭВМ в психодиагностике в высшей школе / А. К. Ерофеев; МГУ им. М. В. Ломоносова, Фак. повышения квалификации. — М. : Изд-во МГУ, 1987. — 131 с.

### Статьи
- Ерофеев, А. К. Диагностика уровня развития учебного коллектива // Личность и межличностные отношения в коллективе. Межвузовский сборник науч. трудов. — Ульяновск, 1988. С. 141—151.
- Eрофеев, А. К. Организационная диагностика и оценка персонала. Технология LASPI // Ежегодник Российского психологического общества. Психология и её приложения, Т. 9, вып. 3. — М., 2002.
- Ерофеев, А. К. Диагностический подход к оценке человеческих ресурсов // Методы практической социальной психологии: Диагностика. Консультирование. Тренинг: Учеб. пособие для вузов / Ю. М. Жуков, А. К. Ерофеев, С. А. Липатов и др.; Под ред. Ю. М. Жукова. — М.: Аспект Пресс, 2004. С. 23-47.
- Ерофеев, А. К. Технологии оценки персонала в системе управления человеческими ресурсами // Прикладная психология как ресурс социально-экономического развития современной России. Материалы межрегиональной научно-практической конференции. — М.: АНО УМО «Инсайт», 2005. С. 155—156.
- Ерофеев, А. К., Зотова, Ю. Д. Методы психологической диагностики в персонал — ассессменте // Психология сегодня. — 1996. — Т.2. Вып. 2.
- Ерофеев, А. К., Маслов, Е. В. Диагностический подход к оценке банковского персонала // Психологическая диагностика. — 2004. — № 2. — С. 49-68.
- Ерофеев, А. К., Маслов, Е. В. Профессиональная компетентность руководителей банка: подходы к диагностике // Психологическая диагностика. — 2005. — № 1. — С. 71 — 86.
- Ерофеев, А. К. Центр оценки. Особенности метода и принципы стандартизации программ оценивания // Электронный журнал "Организационная психология. — 2013. — Т. 3. — № 4. — С. 18-42.